# Amphoe Mueang Roi Et
Amphoe Mueang Roi Et (Thai อำเภอ เมืองร้อยเอ็ด) ist ein Landkreis (Amphoe – Verwaltungs-Distrikt) in der Provinz Roi Et. Die Provinz Roi Et liegt in der Nordostregion von Thailand, dem so genannten Isan. 
Die Hauptstadt der Provinz Roi Et heißt ebenfalls Roi Et. 

## Geographie
Benachbarte Distrikte (von Norden im Uhrzeigersinn): die Amphoe Changhan, Chiang Khwan, Thawat Buri, At Samat, Chaturaphak Phiman und Si Somdet der Provinz Roi Et, sowie Amphoe Mueang Maha Sarakham der Provinz Maha Sarakham.

## Geschichte
Mueang Roi Et ist eine alte Stadt. Das Gebiet rund um die Stadt wurde 1908 zu einem Amphoe erhoben. 1913 wurde er von Pachin Roi Et in Mueang Roi Et umbenannt.

## Verwaltung

### Provinzverwaltung

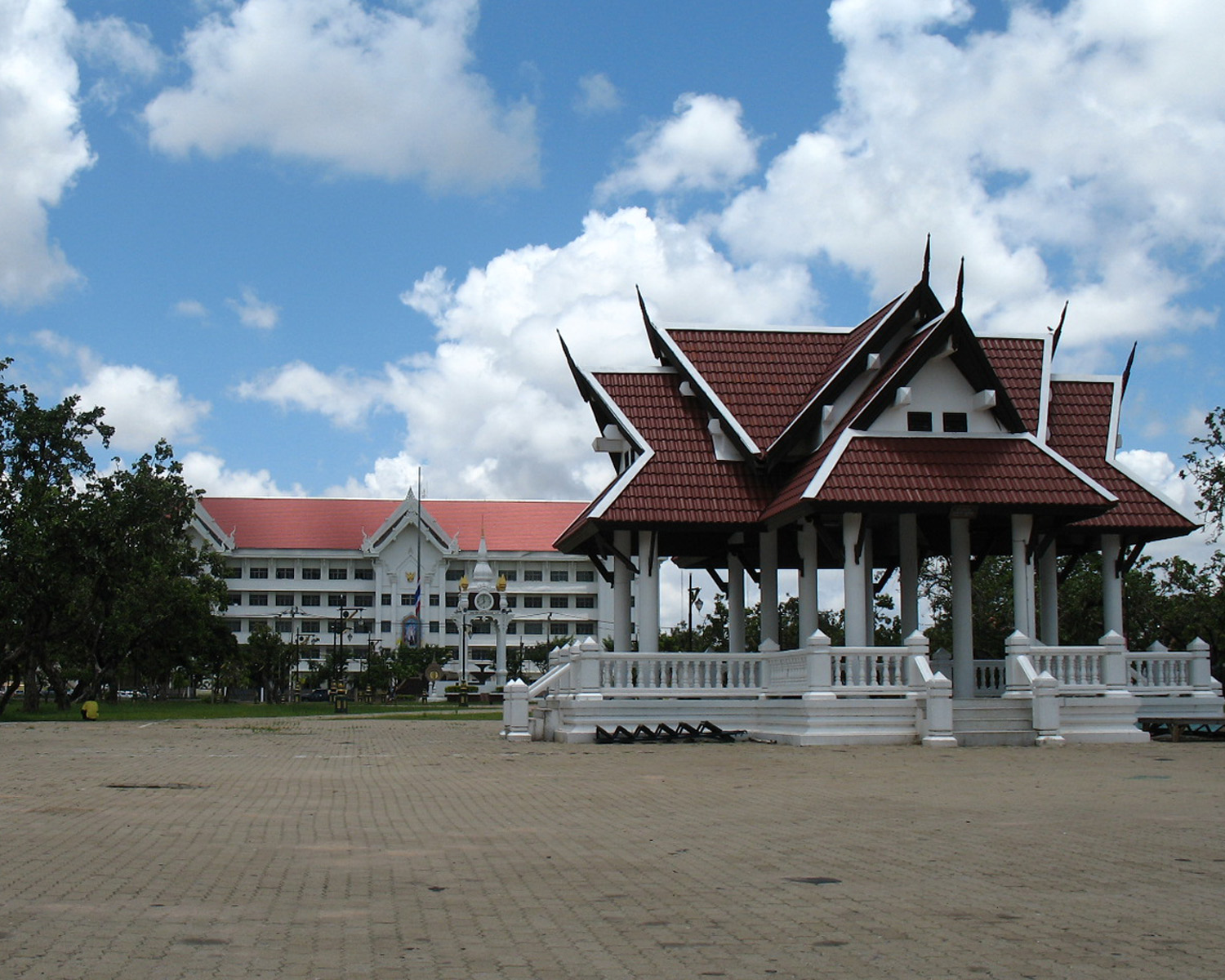
Stadtverwaltung Roi Et

Der Landkreis Mueang Roi Et ist in 15 Tambon („Unterbezirke“ oder „Gemeinden“) eingeteilt, die sich weiter in 201 Muban („Dörfer“) unterteilen.
| Nr. | Name         | Thai          | Muban | Einw.  |
| --- | ------------ | ------------- | ----- | ------ |
| 01. | Nai Mueang   | ในเมือง        | -     | 34.926 |
| 02. | Rop Mueang   | รอบเมือง       | 20    | 17.233 |
| 03. | Nuea Mueang  | เหนือเมือง      | 23    | 19.689 |
| 04. | Khon Kaen    | ขอนแก่น        | 14    | 07.312 |
| 05. | Na Pho       | นาโพธิ์         | 10    | 04.725 |
| 06. | Sa-at Sombun | สะอาดสมบูรณ์    | 16    | 08.529 |
| 08. | Si Kaeo      | สีแก้ว          | 22    | 12.832 |
| 09. | Po Phan      | ปอภาร (ปอพาน) | 14    | 07.346 |
| 10. | Non Rang     | โนนรัง         | 09    | 05.796 |
| 17. | Nong Kaeo    | หนองแก้ว       | 13    | 06.866 |
| 18. | Nong Waeng   | หนองแวง       | 15    | 08.107 |
| 20. | Dong Lan     | ดงลาน         | 14    | 08.549 |
| 23. | Khaen Yai    | แคนใหญ่        | 11    | 04.291 |
| 24. | Non Tan      | โนนตาล        | 10    | 05.169 |
| 25. | Mueang Thong | เมืองทอง       | 10    | 05.039 |

Hinweis: Die fehlenden Nummern (Geocodes) beziehen sich auf die Tambon, aus denen heute die Bezirke Changhan und Si Somdet bestehen.

### Lokalverwaltung
Es gibt eine Kommune mit „Stadt“-Status (Thesaban Mueang) im Landkreis:
- Roi Et (Thai: เทศบาลเมืองร้อยเอ็ด) bestehend aus dem kompletten Tambon Nai Mueang.

Es gibt drei Kommunen mit „Kleinstadt“-Status (Thesaban Tambon) im Landkreis:
- Si Kaeo (Thai: เทศบาลตำบลสีแก้ว) bestehend aus dem kompletten Tambon Si Kaeo.
- Non Tan (Thai: เทศบาลตำบลโนนตาล) bestehend aus dem kompletten Tambon Non Tan.
- Po Phan (Thai: เทศบาลตำบลปอภาร) bestehend aus dem kompletten Tambon Po Phan.

Außerdem gibt es elf „Tambon-Verwaltungsorganisationen“ (องค์การบริหารส่วนตำบล – Tambon Administrative Organizations, TAO):
- Rop Mueang (Thai: องค์การบริหารส่วนตำบลรอบเมือง) bestehend aus dem kompletten Tambon Rop Mueang.
- Nuea Mueang (Thai: องค์การบริหารส่วนตำบลเหนือเมือง) bestehend aus dem kompletten Tambon Nuea Mueang.
- Khon Kaen (Thai: องค์การบริหารส่วนตำบลขอนแก่น) bestehend aus dem kompletten Tambon Khon Kaen.
- Na Pho (Thai: องค์การบริหารส่วนตำบลนาโพธิ์) bestehend aus dem kompletten Tambon Na Pho.
- Sa-at Sombun (Thai: องค์การบริหารส่วนตำบลสะอาดสมบูรณ์) bestehend aus dem kompletten Tambon Sa-at Sombun.
- Non Rang (Thai: องค์การบริหารส่วนตำบลโนนรัง) bestehend aus dem kompletten Tambon Non Rang.
- Nong Kaeo (Thai: องค์การบริหารส่วนตำบลหนองแก้ว) bestehend aus dem kompletten Tambon Nong Kaeo.
- Nong Waeng (Thai: องค์การบริหารส่วนตำบลหนองแวง) bestehend aus dem kompletten Tambon Nong Waeng.
- Dong Lan (Thai: องค์การบริหารส่วนตำบลดงลาน) bestehend aus dem kompletten Tambon Dong Lan.
- Khaen Yai (Thai: องค์การบริหารส่วนตำบลแคนใหญ่) bestehend aus dem kompletten Tambon Khaen Yai.
- Mueang Thong (Thai: องค์การบริหารส่วนตำบลเมืองทอง) bestehend aus dem kompletten Tambon Mueang Thong.